# Anhausen
Anhausen (mundartlich: Onese [ˈɔːnəsə]) ist eine Ortsgemeinde im Landkreis Neuwied im Norden von Rheinland-Pfalz. Sie gehört der Verbandsgemeinde Rengsdorf-Waldbreitbach an.

## Geographie
Der Ort liegt am Rande des Westerwaldes auf der Anhöhe des Neuwieder Beckens im Naturpark Rhein-Westerwald. Zu Anhausen gehören die Wohnplätze Bergmannshof, Forsthaus, Forsthaus Braunsberg, Petershof und Rosenhof.
Nachbargemeinden sind Meinborn, Rüscheid und Thalhausen, die nächsten Städte sind das ebenfalls angrenzende Neuwied und Dierdorf.

## Geschichte
Aufgrund von Funden fränkischer Gräber in der unmittelbaren Nähe von Anhausen (Flur „Ochsenstück“) ist anzunehmen, dass bereits im 7. Jahrhundert hier eine Siedlung war.
Erstmals wurde die Gemeinde urkundlich in einem Schiedsspruch des Generalkapitels des Prämonstratenser-Ordens in Prémontré aus dem Jahre 1204 erwähnt. In dieser Urkunde wurden Rechte der Abtei Rommersdorf für „par. hanhusen“, also für den Pfarrbezirk Anhausen, zugesprochen. Das Vorhandensein eines Pfarrbezirks lässt darauf schließen, dass es zu der Zeit bereits eine Kirche und eine Ansiedlung gab. Wenige Jahre zuvor hatte Bruno I. von Isenburg mit dem Bau der in der Nähe liegenden Burg Braunsberg begonnen. Da die Herren von Isenburg-Kobern das Patronatsrecht (1268) in Anhausen hatten, geht die Kirche vermutlich auf eine Schenkung der Herren von Isenburg zurück.
Der Name Anhausen entwickelte sich von „Hanhusen“ (auch „Hainhusen“ im Sinne von „Waldhausen“) im Jahre 1204 über „Aynhusen“ (1343) zu Anhausen (1529).
Unter Graf Johann IV. von Wied, Anhausen gehörte seit 1344 zur Grafschaft Wied, wurde Mitte des 16. Jahrhunderts die Reformation eingeführt. Die war auf den Einfluss des Kölner Erzbischofs Hermann V. von Wied zurückzuführen, der ein Onkel des Johann war. Die Gemeinde und der Pfarrer wurden nun evangelisch.
Infolge des unter Napoleon entstandenen Rheinbundes kam das Kirchspiel Anhausen zum 1806 Herzogtum Nassau und wurde 1815 nach dem Wiener Kongress preußisch.

## Einwohnerentwicklung
Die Entwicklung der Einwohnerzahl von Anhausen, die Werte von 1871 bis 1987 beruhen auf Volkszählungen:
| Jahr | Einwohner |
| ---- | --------- |
| 1815 | 323       |
| 1835 | 462       |
| 1871 | 506       |
| 1905 | 477       |
| 1939 | 506       |
| 1950 | 587       |
| 1961 | 670       |

| Jahr | Einwohner |
| ---- | --------- |
| 1970 | 806       |
| 1987 | 1.087     |
| 1997 | 1.300     |
| 2005 | 1.355     |
| 2011 | 1.323     |
| 2017 | 1.356     |
| 2024 | 1.401     |

|  |

## Politik

### Bürgermeister
Heinz-Otto Zantop wurde am 15. Juli 2019 Ortsbürgermeister von Anhausen. Bei der Direktwahl am 26. Mai 2019 war er mit einem Stimmenanteil von 83,31 % für fünf Jahre gewählt worden. Bei der Direktwahl am 9. Juni 2024 wurde er mit 91,3 % der Stimmen ohne Gegenkandidaten in seinem Amt bestätigt. Seine Amtsvorgängerin war Heidelore Momm.

### Wappen
| Wappen von Anhausen | Blasonierung: „Gespalten von Gold und Silber durch eine eingebogene grüne Spitze, darin ein wachsender silberner Wohnturm mit Mittelwand und zwei perspektivisch dargestellten, an der Außenkante durch je einen Stützpfeiler verstärkten Seitenwänden, umlaufendem Zinnenkranz und unter dem das Obergeschoss umlaufenden Rundbogenfries acht offenen Segmentbogenfenstern, davon die drei oberen doppelt, sowie der Mittelwand vorgesetzten, fünfzinnigem zweistöckigem Torbau, offenem Rundbogentor und ebensolchem Fenster; vorne vier rote Schrägbalken, hinten zwei rote Balken.“ |
| Wappen von Anhausen | Wappenbegründung: Die dargestellte Burg ist das stilisierte Abbild der Burg Braunsberg über dem Aubachtal und der Gemarkung Anhausen. Das die Burg umgebende Grün symbolisiert den Waldreichtum der Gemeinde. Die zwei roten Balken in Silber sind das Wappen der Herren von Isenburg, die im Kirchspiel Anhausen alte Rechte besaßen. Die vier roten Schrägbalken in Gold sind dem Wappen der Grafen zu Wied entnommen. Die Herrschaft Braunsberg, identisch mit dem späteren Kirchspiel Anhausen, gehörte von 1344 bis 1806 zur Grafschaft Wied.                                      |

## Wirtschaft und Infrastruktur

### Verkehr
Die nächste Autobahnanschlussstelle ist Dierdorf an der Bundesautobahn 3 (etwa 8 km entfernt). Der nächstgelegene ICE-Halt ist der Bahnhof Montabaur an der Schnellfahrstrecke Köln–Rhein/Main.

### Öffentliche Einrichtungen
In Anhausen gibt es eine Grundschule und einen Kindergarten.
In Anhausen befindet sich auch die Stützpunktfeuerwehr Kirchspiel Anhausen, zuständig für die Gemeinden Anhausen, Meinborn, Rüscheid und Thalhausen. Die Freiwillige Feuerwehr wurde 2005 aus den Einheiten der Feuerwehren Anhausen und Thalhausen neu gegründet.

### Sportplätze
Anhausen/Meinborn verfügt über einen Tennisplatz mit drei Courts. Neben der Grundschule befindet sich eine Mehrzweckhalle, die auch als Turnhalle genutzt wird. Hinter der Mehrzweckhalle befindet sich ein Streetsports-Platz, der für Basketball, Fußball und auch Hockey genutzt werden kann.

### Erholung
Nahe der Ortsgrenze von Anhausen befindet sich der Limes. Den Limes entlangführt die regionale Wanderroute Rheinhöhenweg.

## Persönlichkeiten
- Otto Hachenberg (1911–2001), Astrophysiker, in Anhausen geboren
- Björn Höcke (* 1972), Politiker (AfD), in Anhausen aufgewachsen
- Bernhard Langer (* 1957), deutscher Profigolfer, in Anhausen geboren